# ケビン・カルコーベン

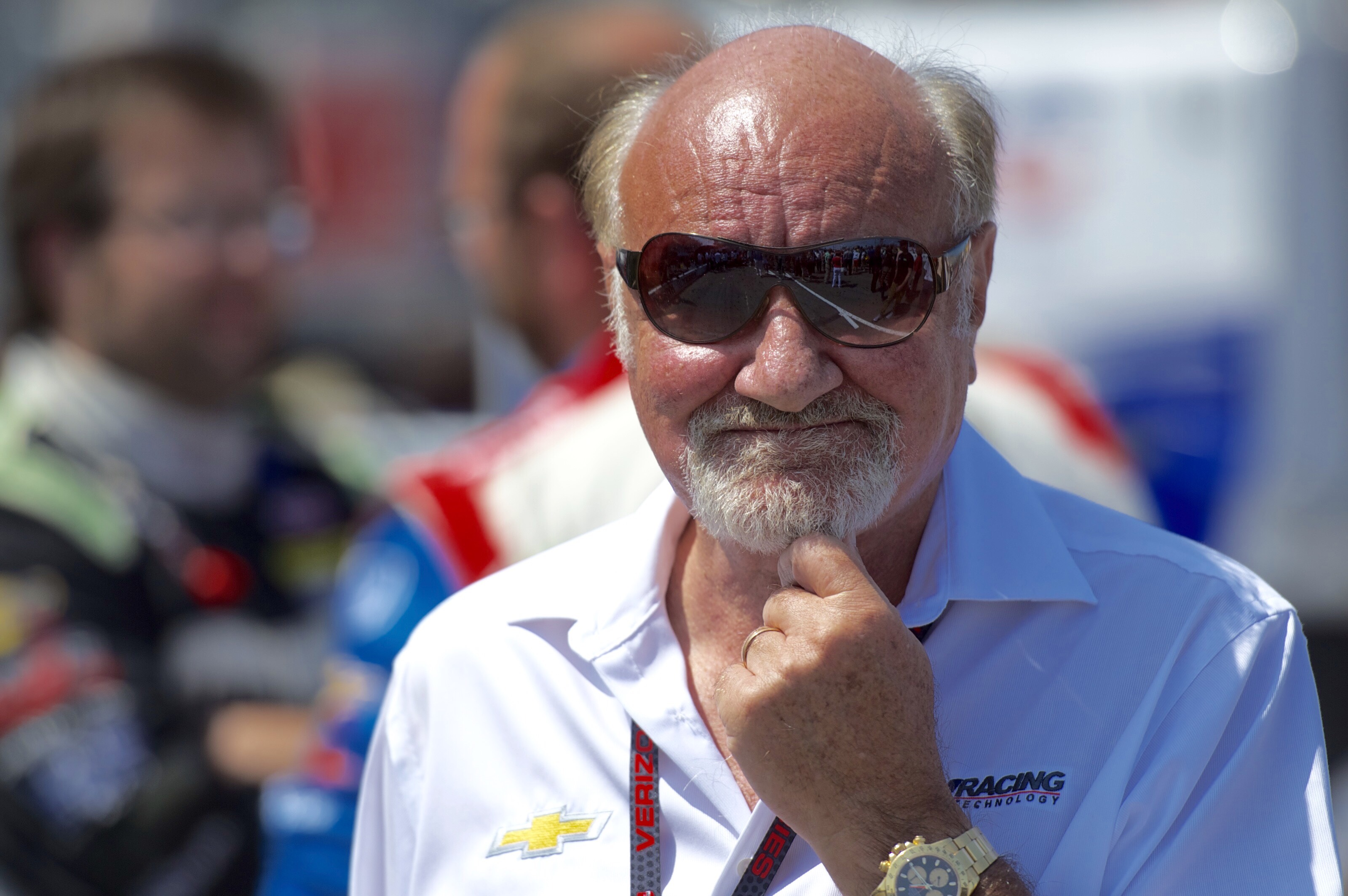
ケビン・カルコーベン（2011年）

ケビン・オスカー・ニュートン・カルコーベン（Kevin Oscar Newton Kalkhoven, 1944年6月 - 2022年1月4日）は、オーストラリア出身のベンチャーキャピタリスト。カリフォルニアを拠点とする自動車レースの重鎮だった。
JDSユニフェーズのCEOを務め、エンジンビルダーのコスワースを買収し会長を務めた。またチャンプカー・ワールド・シリーズのオーナーの一人だった。そしてジミー・バッサーをビジネス・パートナーとした、KVレーシング・テクノロジーのチームオーナーだった。
2018年7月、カルコーベンはノーザンプトン大学から技術とモータースポーツの発展を称える名誉博士号を授与された。

## JDSユニフェーズ株式会社
1992年、ユニフェーズ(Uniphase Corporation)の社長・CEO・会長に就任。 産業用レーザーの株式非公開メーカーから光ファイバー通信ネットワーク用のコンポーネントとモジュールの株式公開サプライヤーへの転換を監督し、ユニフェーズはNASDAQ100のメンバーになる。
CEOとして在任中、同社年間売上高は1991会計年度の2,300万ドルから2000年3月31日に終了した四半期報告の3億9,400万ドルに17倍以上増加した。さらに、ユニフェーズの時価総額は3,500万ドルから1,000億ドルに増加した。
カルコーベンは、1999年7月に光ファイバー・光コネクタの会社Fitelとの合併を監督、JDS FITELとして光ファイバーコンポーネントとモジュールの市場での統合後の企業を監督した。
カルコーベンは、2000年5月のWorth誌で、アメリカのトップ50のCEOの1人に選ばれた。

## モータースポーツへの関心
2003年、カルコーベンはチャンプカー・ワールド・シリーズの所有者の1人になり、ジェラルド・フォーサイス、ポール・ジェンティロッツィ、ダン・ペティットと共に、OWRS (オープン・ホイール・レーシング・シリーズ)という名前で、チャンプカーシリーズの未来を確保するための戦略的手段として、トロントとロングビーチでの主要なレースの権利を購入した。
同年、カルコーベンはクレイグ・ポロック、ジミー・バッサーと共にPKVレーシング (後のKVレーシング・テクノロジー) を共同設立し、チャンプカー・ワールド・シリーズとインディカー・シリーズの両方に参戦し、ドライバーのトニー・カナーンと共に、2013年のインディ500を含む5勝を挙げた。2013年のインディ500では、これまでのインディ500で最速の平均速度記録を保持している。
2008年3月、チャンプカーはインディカー・シリーズのオーナーであるトニー・ジョージと、2008年以降のインディカーシリーズの旗の下で2つのシリーズを統合することで合意に達した。
カルコーベンは、『Racer Magazine』の2005 Power and Influence in Racingリスト (2005年11月号)で、最も強力で影響力のある人物の第5位に選ばれた。

## コスワース
カルコーベンは、2004年にビジネスパートナーのジェラルド・フォーサイスと共に、コスワース(Cosworth Racing Ltd.) とPi・グループ(Pi Group companies) をフォードから買収した。そして新たに設立された、コスワース(Cosworth Ltd.(2004)) とコスワース ・エレクトロニクス(Cosworth Electronics Ltd.) の会長を務め、モーターレース中心の企業から、主要なLIDARセンサー技術とハイブリッド・パワートレインを備えた収益性の高い自動車技術企業への会社の移行を主導した。
コスワースは彼の管理下の元、ノーサンプトンにアドバンスド・マニュファクチュアリング・センターを設計・開発・営利化し、ミシガン州シェルビー・タウンシップに北米本社とアドバンスド・マニュファクチュアリング・センターを設立した。

## 慈善活動
慈善家であるカルコーベンは、深刻で生命を脅かす病状を持つ子供たちに利益をもたらす、SeriousFun Children’s Networkの理事を務めていた。彼はメイヨー・クリニックの後援者であり、癌の早期発見に専念しているCanary Foundationに多額の寄付を行っている。カルコーベンは、オーストラリアのバリアリーフにあるリザード島海洋研究ステーションの管財人でもあった。さらに、民間資金による有人宇宙船の製造を競うアンサリXプライズの寄付者でもあった。

## 人物
カルコーベンはイギリスのクロイドンにあるホイットギフト学校で教育を受けた。卒業後、イギリスのセブノークスにあるモービルに入社し、その後システムアナリストとしてIBMに入社した。
彼は熱心なパイロットでもあり (商用パイロットの免許を取得、ガルフストリームの大陸間ジェット機を含むさまざまな航空機を操縦した豊富な経験がある)、アルペンスキー、スキューバダイビング、ワイン作りを楽しんでいた。

### 死去
晩年はアラモの1,200エーカーの丘の中腹にあるベイエリアのベッドルームコミュニティに住んでいた。2022年1月4日死去。77歳没。